# Hoplichthyidae
Hoplichthyidae är en familj av fiskar. Hoplichthyidae ingår i ordningen kindpansrade fiskar, klassen strålfeniga fiskar, fylumet ryggsträngsdjur och riket djur. Enligt Catalogue of Life omfattar familjen Hoplichthyidae 12 arter.
Kladogram enligt Catalogue of Life:
| Hoplichthyidae | \| \| Hoplichthys \| \| \| \| \| \| Monhoplichthys \| \| \| \| |
|                | \| \| Hoplichthys \| \| \| \| \| \| Monhoplichthys \| \| \| \| |
|                | Hoplichthys                                                    |
|                |                                                                |
|                | Monhoplichthys                                                 |
|                |                                                                |